# Nationalpark Gunung Leuser
Der Nationalpark Gunung Leuser (indon. Taman Nasional Gunung Leuser) ist mit rund 9.000 km² Fläche eines der größten Naturreservate Indonesiens. Er liegt im Norden der Insel Sumatra, in den Provinzen Sumatra Utara und Aceh und wird vorwiegend über die Stadt Medan touristisch erschlossen. Zusammen mit den Nationalparks Kerinchi-Seblat und Barisan-Selatan bildet der Nationalpark Gunung Leuser das Naturdenkmal der Tropischen Regenwälder von Sumatra, welches seit 2004 zum UNESCO-Welterbe zählt, aber seit 2011 auch auf der Roten Liste des gefährdeten Welterbes verzeichnet ist.
Der Park bietet eine Rückzugsmöglichkeit für viele Tierarten, die aufgrund der fortschreitenden Waldrodungen auf Sumatra bedroht sind, wo ein hohes Bevölkerungswachstum zu großräumigen Abholzungen für die Errichtung von Feldern, Plantagen und neuen Siedlungen führt.
Der Sumatra-Orang-Utan, der Sumatra-Tiger und das Sumatra-Nashorn, allesamt stark bedrohte Arten oder Unterarten, haben hier eine ihrer größten Populationen. Insgesamt leben etwa 60 bis 80 Sumatranashörner im Park, womit die Population neben jener im Barisan-Selatan-Nationalpark die größte der gesamten Insel und damit weltweit darstellt. Für den Sumatra-Orang-Utan ist Gunung Leuser die wichtigste Zuflucht. Etwa 75 % des Wildbestands leben in diesem Gebiet. Andere bekannte hier vorkommende Tierarten sind der Asiatische Elefant, der Siamang, Makaken, Languren, Fasanen, Nashornvögel und das Leistenkrokodil. Die einzigen Nachweise des seltenen, erst unzureichend beschriebenen Sumatrafasans stammen aus diesem Gebiet.
Etwa 70 Kilometer nordwestlich von Medan befindet sich das „Orang Utan Rehabilitation Center“ in Bukit Lawang, am Rand des Nationalparks. Hier werden seit 1973 in Kooperation mit dem Zoo Frankfurt aus der Gefangenschaft befreite Orang-Utans ausgewildert. Am 2. November 2003 wurde das Center und das Dorf Bukit Lawang bei einer Überschwemmung schwer beschädigt. Es starben über 300 Menschen.
Der Tourismus im Nationalpark ist eine bedeutende Einnahmequelle für die Region.

## Galerie

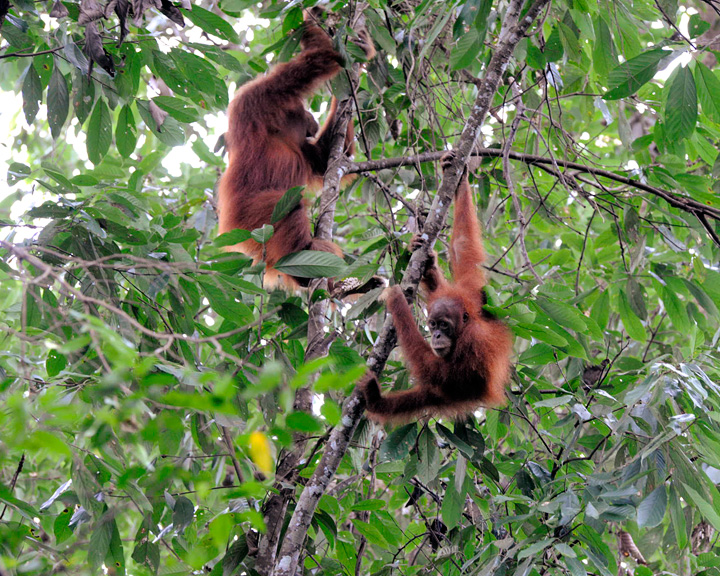
Wilde Orang-Utans
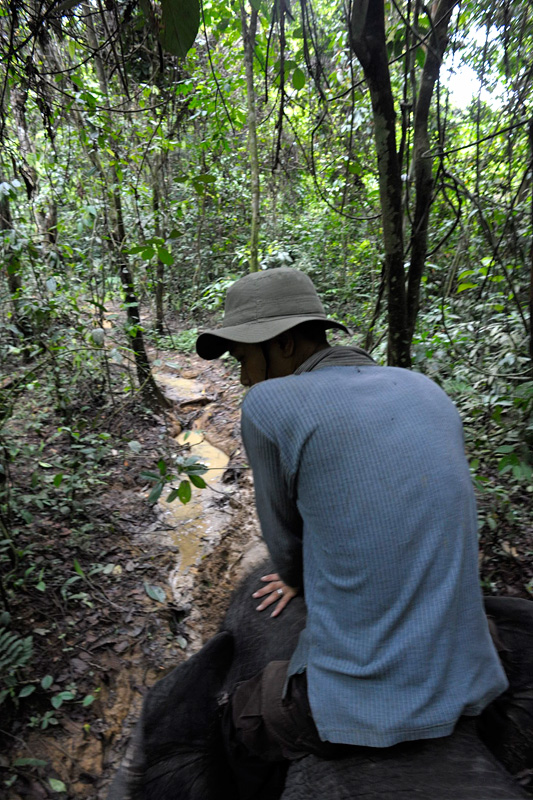
Dschungel-Patrouille nahe Tangkahan
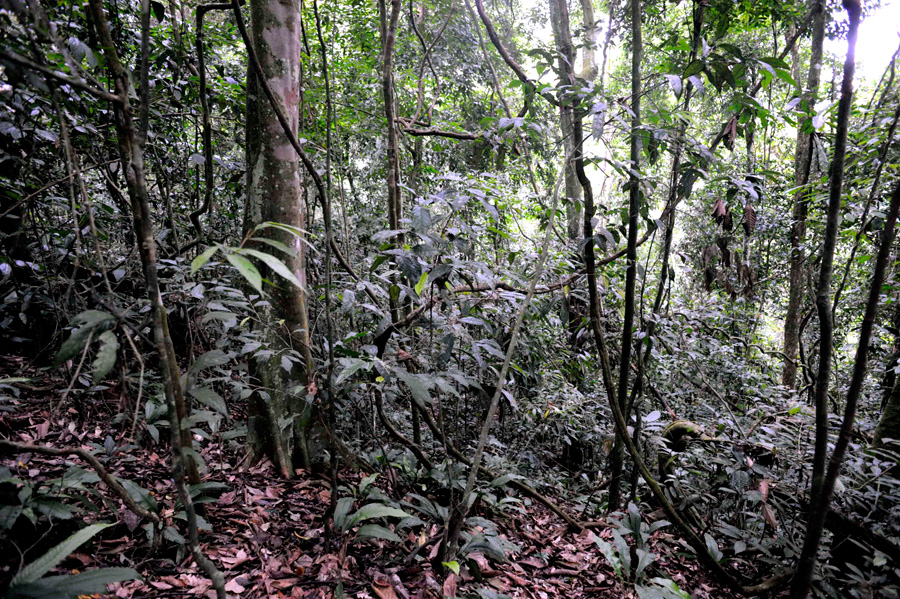
Dschungel nahe Bukit Lawang
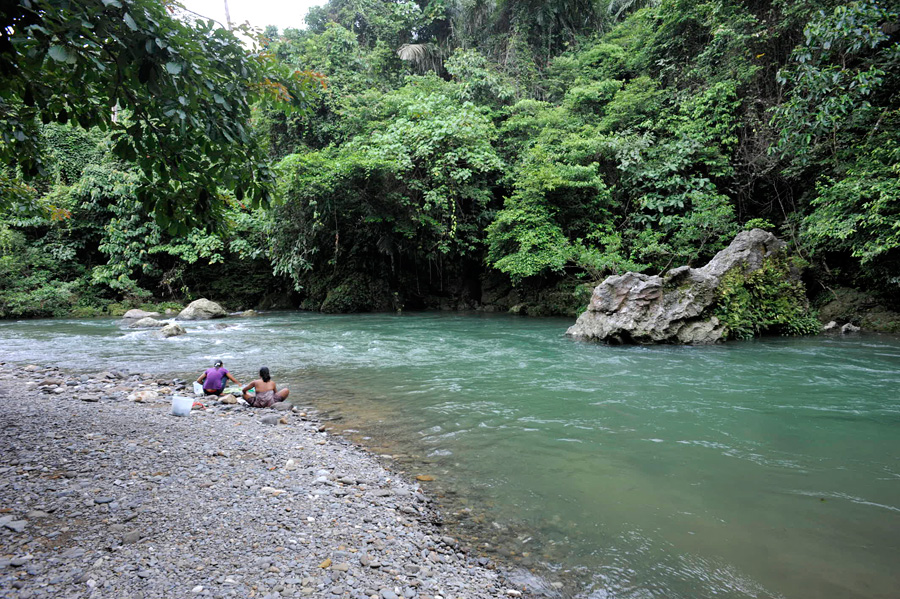
Fluss Buluh bei Tangkahan
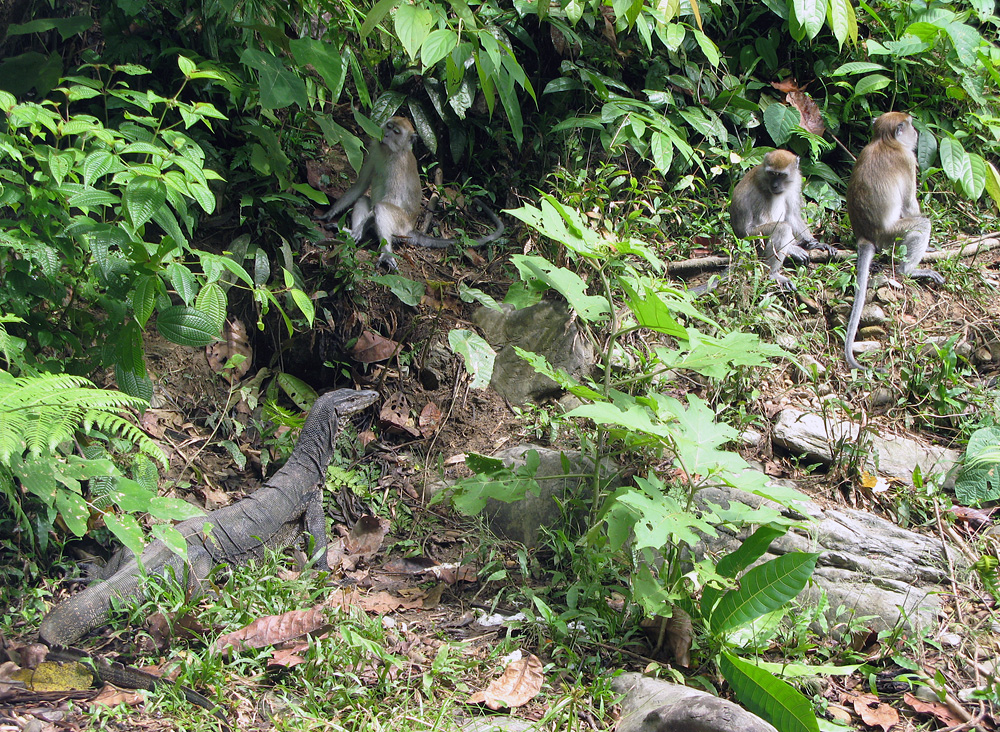
Ein Waran und Javaneraffen im Nationalpark